# Det internationale samfund
Det internationale samfund er et udtryk som aktivister, politikere og kommentatorer anvender i international politik om forpligtelser og opgaver mellem  nationer, befolkninger, kulturer og regeringer i situationer, hvor FN kunne reagere. 